# 迈克尔·加拉格尔
迈克尔·加拉格尔（英語：Michael Gallagher，1978年12月14日—），澳大利亚男子自行车运动员。他曾代表澳大利亚参加2008年、2012年和2016年夏季残疾人奥林匹克运动会自行车比赛，获得二枚金牌和二枚铜牌。